# East (album)
East è il terzo album del gruppo musicale australiano Cold Chisel, pubblicato dall'etichetta discografica WEA il 2 giugno 1980.
L'album è prodotto da Mark Opitz e lo stesso gruppo. Anche testi e musiche sono firmati da componenti dei Cold Chisel, in particolare Don Walker, autore completo di 7 dei 12 brani complessivi.
Il disco viene anticipato dal singolo Choirgirl, uscito nel novembre dell'anno precedente, a cui fanno seguito Cheap Wine e My Baby.

## Tracce

### Lato A
1. Standing on the Outside
2. Never Before
3. Choirgirl
4. Rising Sun
5. My Baby
6. Tomorrow

### Lato B
1. Cheap Wine
2. Best Kept Lies
3. Ita
4. Star Hotel
5. Four Walls
6. My Turn to Cry